# ميشيل لوتيتو
ميشيل لوتيتو (

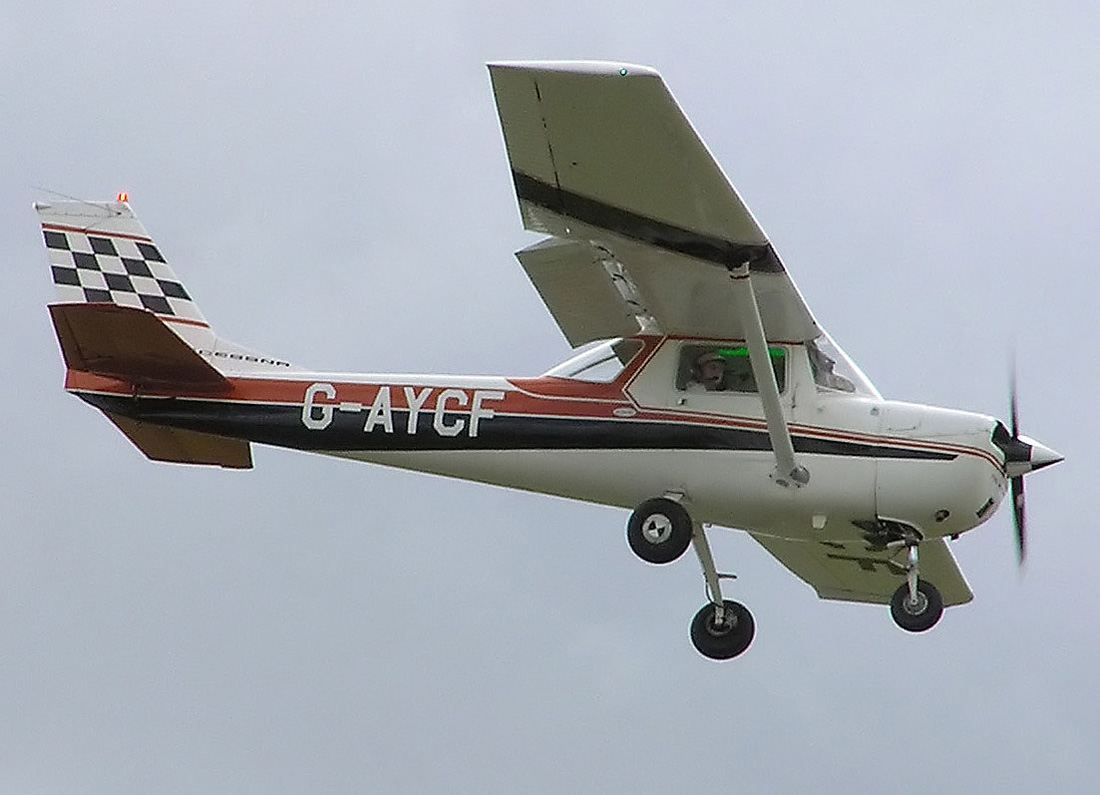
سيسنا 150، أحد أكثر العناصر شهرة التي أكلها لوتيتو طوال حياته.

تنطق بالفرنسية: [miʃɛl lɔtito]؛ 15 يونيو 1950 – 17 أبريل 2006) كان فنانًا فرنسيًا من مواليد غرونوبل، اشتهر بتناوله للأشياء غير القابلة للهضم. أصبح يُعرف باسم Monsieur Mangetout ("السيد الذي يأكل كل شيء").

## الجوائز
يحمل لوتيتو الرقم القياسي لأغرب نظام غذائي في موسوعة غينيس للأرقام القياسية. حصل على لوحة نحاسية من قبل الناشرين تخليداً لذكرى قدراته التي الأكل.

## وفاته
توفي لوتيتو لأسباب طبيعية في 17 أبريل 2006. تم دفنه في مقبرة القديس روش في غرينوبل في مسقط رأسه.

## قائمة الأشياء الغريبة التي أكلها
| العنصر         |
| -------------- |
| دراجات         |
| عربة التسوق    |
| سرير           |
| زلاجات (زوج)   |
| حاسوب          |
| طائرات سيسنا   |
| فراش مائي      |
| نعش (بالمقابض) |
| لوحة نحاسية    |